# Gostini Dvor

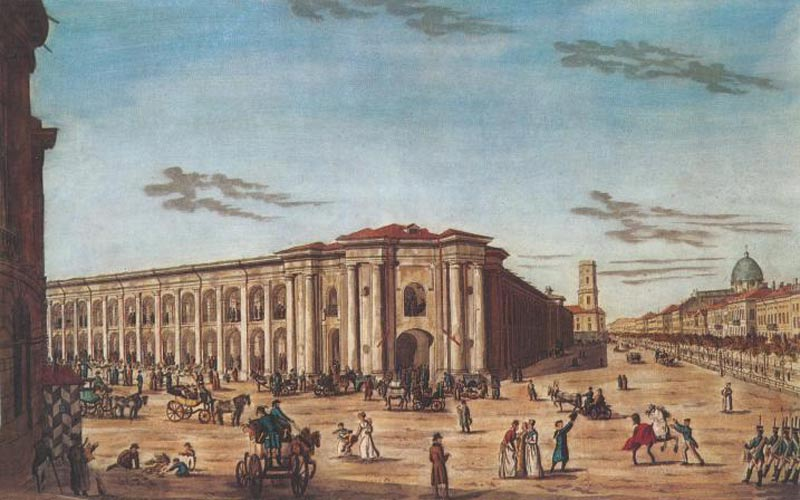
El Gostini Dvor el 1815, en una pintura d'Ivan Ivanov

El Gostini Dvor (en rus Гостиный Двор) és el principal centre comercial de Sant Petersburg, el més antic i més gran de la ciutat, i una de les primeres galeries comercials del món. Està situat a la confluència de l'avinguda Nevski i el carrer Sadóvaia, on la façana fa més d'un quilòmetre de llarg, i ocupa una superfície de 53.000 m².
El complex comercial, amb més d'un centenar de botigues, va trigar 28 anys a ser construït. Les obres van començar el 1757, segons un projecte original de l'arquitecte barroc Bartolomeo Rastrelli, que fou bandejat per un altre de menys car i més funcional, d'estil neoclàssic, obra de Jean-Baptiste Vallin de la Mothe (1729–1800).
Al llarg del segle següent, el Gostini Dvor va anar augmentant de dimensions fins que, ja al segle xx, en va resultar un gran complex comercial amb 10 carrers interiors i 178 botigues. En aquella època, però, el Gostini Dvor havia perdut la seva popularitat a favor de les galeries del Passage, més selectes, situades també a l'avinguda Nevski, davant per davant. Durant les reconstruccions posteriors a la Segona Guerra Mundial, se'n van demolir les parets interiors i el Gostini Dvor va esdevenir un enorme centre comercial. Aquesta estructura gegantina del segle xviii ha estat restaurada al segle xxi i actualment és un dels centres comercials més populars de l'Europa de l'Est.
A prop del Gostini Dvor hi ha l'estació homònima del Metro de Sant Petersburg.